# Гинтс Меија
Гинтс Меија (лет. Gints Meija — Рига, 4. септембар 1987) професионални је летонски хокејаш на леду који игра на позицијама деснокрилног нападача.
Члан је сениорске репрезентације Летоније за коју је на међународној сцени дебитовао на светском првенству 2010. године. Био је члан олимпијског тима Летоније на ЗОИ 2010. у Ванкуверу. 
Готово целокупну професионалну каријеру провео је у дресу ришког Динама (у КХЛ лиги) за који игра од 2009. године. У сезони 2016/17. постављен је на позицију капитена Динама. 